# Форначи (Ровиго)
Форначи (итал. Fornaci) је насеље у Италији у округу Ровиго, региону Венето.
Према процени из 2011. у насељу је живело 23 становника. Насеље се налази на надморској висини од 11 м.